# Трейсі Колдвел Дайсон

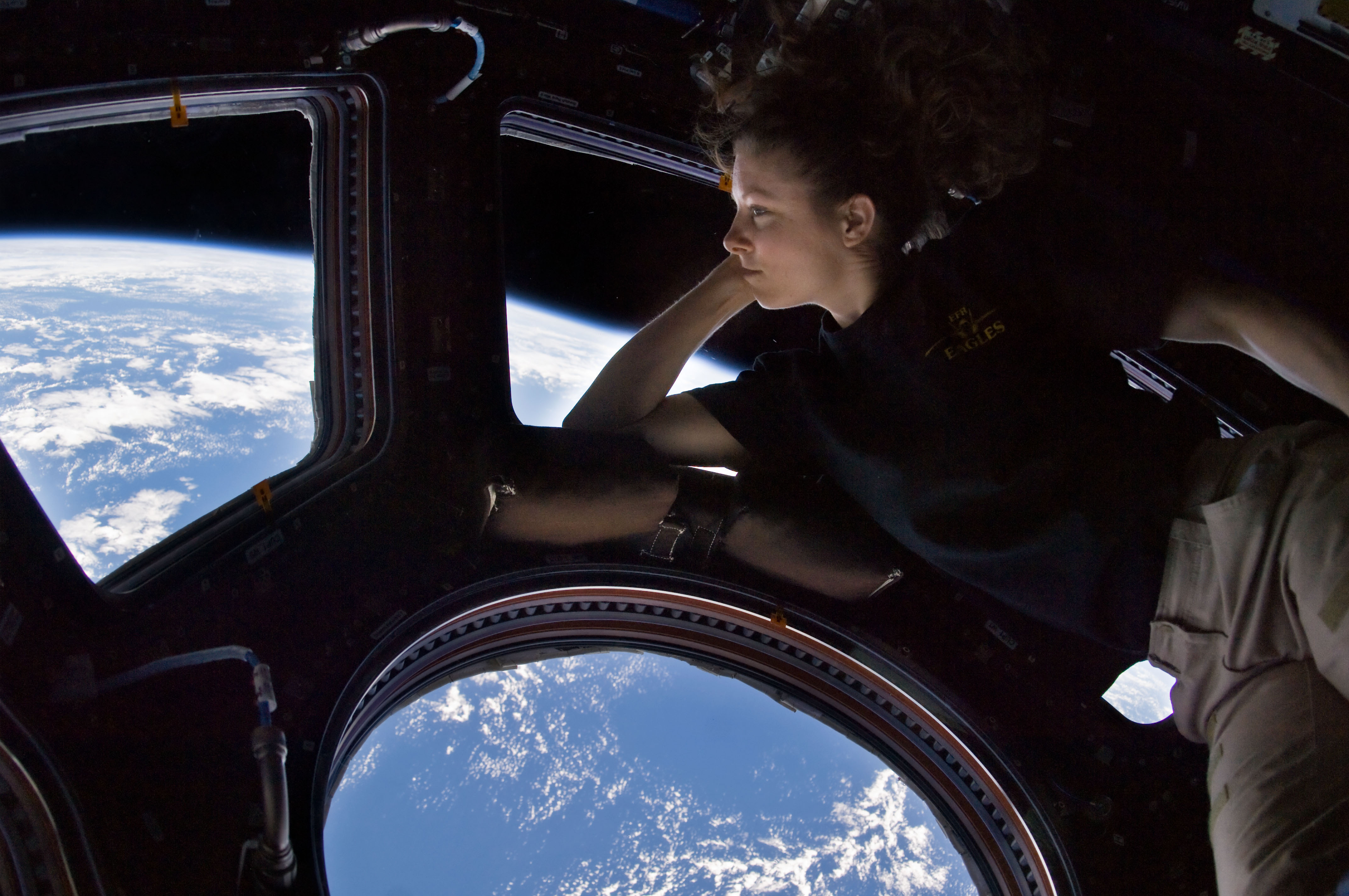
Автопортрет Трейсі Колдвел біля ілюмінатора модуля «Купол» Міжнародної космічної станції під час перебування у складі 24-го екіпажу

Трейсі Елен Колдвел-Дайсон (англ. Tracy Ellen Caldwell-Dyson; 14 серпня 1969, Аркадія, Каліфорнія, США) — американська жінка-астронавт. Здійснила три космічні польоти.

## Освіта
- 1987 — закінчила середню школу міста Б'юмонт (англ. Beaumont High School).
- 1993 — закінчида Університет штату Каліфорнія в місті Фулертон (англ. California State University, Fullerton), отримала ступінь бакалавра наук в області хімії.
- 1997 — закінчила Каліфорнійський штату університет в місті Дейвіс (англ. University of California, Davis), кандидат наук в області хімії.

## Професійна діяльність
- Під час навчання в Фулертоні Трейсі займалася розробкою і проектуванням різного устаткування, електронних блоків для приладів, що використовуються в дослідженні хімічного складу атмосфери.
- З 1997 року, після закінчення університету, працювала в філії Каліфорнійського університету в місті Ірвайн (англ. University of California, Irvine), де займалася науковими роботами в галузі хімії атмосфери.

## Кар'єра в НАСА
- 4 червня 1998 була зарахована кандидатом в астронавти НАСА 17-го набору.
- В серпні 1999, після закінчення курсу ОКП, отримала кваліфікацію спеціаліст польоту і була призначена до Відділу астронавтів НАСА.
- У 2000 році була астронавтом підтримки членів екіпажу експедиції МКС-5, крім того під час роботи екіпажів МКС-4, МКС-5 та МКС-6 була оператором зв'язку в центрі управління польотами.
- У 2003 році переведена у відділ експлуатації човників.
- 17 травня 2006 призначена як спеціаліст польоту (MS1) до екіпажу човника STS-118.

### Космічні польоти
- Перший політ — з 8 серпня по 19 серпня 2007 — виконала як фахівець польоту в складі екіпажу місії STS-118. Стала 458-ю людиною і 290-м астронавтом США в космосі. Тривалість польоту становила 12 діб 17 годин 55 хвилин і 34 секунди.
- Другий політ стартував 2 квітня 2010 на кораблі Союз ТМА-18. Увійшла до складу довгострокових екіпажів МКС-23 та МКС-24. 25 вересня того ж року, Колдуелл-Дайсон з іншими членами екіпажу повернулася на Землю на кораблі «Союз ТМА-18».
- Третій політ розпочався 23 березня 2024 року на кораблі Союз МС-25. На МКС буде працювати у складі 70 та 71-ї експедицій[1].

## Нагороди
- Медаль «За космічний політ» (2007 та 2010)
- Медаль «За видатну службу» (2010 рік)
- Медаль «За заслуги в освоєнні космосу» (Росія, 12 квітня 2011) — за великий внесок у розвиток міжнародного співробітництва в галузі пілотованої космонавтики.

## Цікаві факти
Доктор Колдвелл є вокалісткою рок-групи Max Q.